# Canton d'Estaing
Le canton d'Estaing est une ancienne division administrative française située dans le département de l'Aveyron et la région Midi-Pyrénées.

## Géographie
Ce canton était organisé autour d'Estaing dans l'arrondissement de Rodez. Son altitude variait de 260 m (Le Nayrac) à 848 m (Le Nayrac) pour une altitude moyenne de 496 m.

## Représentation

### Conseillers généraux de 1833 à 2015
| Période | Période          | Identité                                 | Étiquette              | Qualité |
| ------- | ---------------- | ---------------------------------------- | ---------------------- | --- |
| 1833    | 1839             | Alexandre Saltel                         |                        | Juge de paix à Estaing puis à Coubisou |
| 1839    | 1847 (démission) | Jean Ignace François Delcamp (1798-1871) |                        | Greffier du Tribunal civil de Rodez Conseiller d'arrondissement du canton d'Entraygues-sur-Truyère                                              |
| 1847    | 1862             | Guillaume Pons                           | Majorité ministérielle | Député (1839-1848) Juge au Tribunal d'Espalion puis de Rodez Avocat à Espalion                                                                  |
| 1862    | 1883             | Delphin Alaux                            | Droite                 | Propriétaire et médecin à Coubisou, ancien conseiller d'arrondissement, ancien maire d'Estaing                                                  |
| 1883    | 1889             | Emile Cayla                              | Républicain            | Notaire - Maire d'Estaing (1892-1902) |
| 1889    | 1895             | Amédée Alaux                             | Droite bonapartiste    | Avocat à Rodez, propriétaire à La Fabrègue à Estaing                                                                                            |
| 1895    | 1919             | Emile Cayla                              | Républicain            | Maire d'Estaing (1892-1902), conseiller d'arrondissement                                                                                        |
| 1919    | 1926             | Jean Orsal                               | Rad.                   | Greffier à Estaing |
| 1926    | 1936             | Emile Pons                               | Conservateur           | Propriétaire à Estaing |
| 1936    | 1940             | Louis Galtier                            | DVD                    | Notaire, conseiller municipal d'Estaing Nommé conseiller départemental en 1943                                                                  |
|         |                  |                                          |                        | |
| 1945    | 1949             | Louis Galtier                            | DVD                    | Notaire à Estaing |
| 1949    | 1992             | Albert Bessière                          | DVD                    | Maire de Le Nayrac |
| 1992    | 2004             | Léon Romieu                              | RPR puis UMP           | Maire de Sébrazac puis d'Estaing (1995-2008) |
| 2004    | 2015             | Jean-Claude Anglars                      | DVD                    | Cadre Maire de Sébrazac (depuis 1995) Président de la Communauté de communes d'Estaing (2001-2016) Élu en 2015 dans le Canton de Lot et Truyère |

### Résultats électoraux détaillés
- Élections cantonales de 2004 : Jean-Claude Anglars (Divers droite) est élu au second tour avec 62,15 % des suffrages exprimés, devant Leon Romieu (UMP) (37,85 %). Le taux de participation est de 80,34 % (2 145 votants sur 2 670 inscrits)[3].
- Élections cantonales de 2011 : Jean-Claude Anglars (Divers droite) est élu au premier tour avec 83,19 % des suffrages exprimés, devant Patrick Palisson (PRG) (12,64 %) et Jean-Louis Chauchard  (PCF) (2,52 %). Le taux de participation est de 64,58 % (1 391 votants sur 2 154 inscrits)[4].

### Conseillers d'arrondissement (de 1833 à 1940)
Le canton d'Estaing appartenait à l'arrondissement d'Espalion jusqu'à sa disparition en 1926.
| Période                                  | Période | Identité                           | Étiquette   | Qualité |
| ---------------------------------------- | ------- | ---------------------------------- | ----------- | --- |
| 1833                                     | 1839    | Louis Bernard Dauban (1788-1845)   |             | Avocat à Rodez, propriétaire à Campuac                                                                      |
| 1839                                     | 1845    | M. Antraygues                      |             | Propriétaire, élu au bénéfice de l'âge                                                                      |
| 1845                                     | 1861    | Delphin Baptiste Alaux (1806-1886) |             | Docteur-médecin, propriétaire à Lafabrègue, maire d'Estaing                                                 |
| 1861                                     | 1871    | Pierre-Fleuret Cayla               |             | Maire d'Estaing (1844-1871)                                                                                 |
| 1871                                     | 1880    | Charles-Emile Pons                 |             | Propriétaire à Vinnac, adjoint au maire d'Estaing                                                           |
| 1880                                     | 1892    | Valentin Durieu                    |             | Notaire, maire d'Estaing                                                                                    |
| 1892                                     | 1895    | Émile Cayla                        | Républicain | Notaire, maire d'Estaing, ancien conseiller général                                                         |
| 1895                                     | 1910    | Pierre Gimalac                     | Droite      | Propriétaire au Mas del Rieu à Estaing                                                                      |
| 1910                                     | 1919    | Jean-Guillaume Orsal               |             | Greffier de la justice de paix, adjoint au maire d'Estaing                                                  |
| 1919                                     | 1940    | Édouard-Joseph Vidal               | Radical     | Cultivateur, maire du Nayrac (1919-1940)                                                                    |
| 1940                                     |         |                                    |             | Les conseils d'arrondissement ont été suspendus par la loi du 12 octobre 1940 et n'ont jamais été réactivés |
| Les données manquantes sont à compléter. |         |                                    |             | |

## Composition
Le canton d'Estaing regroupait six communes et comptait 3 110 habitants (recensement de 2007 population municipale).
| Communes    | Population (2012) | Code postal | Code Insee |
| ----------- | ----------------- | ----------- | ---------- |
| Campuac     | 448               | 12580       | 12049      |
| Coubisou    | 532               | 12190       | 12079      |
| Estaing     | 610               | 12190       | 12098      |
| Le Nayrac   | 565               | 12190       | 12172      |
| Sébrazac    | 517               | 12190       | 12265      |
| Villecomtal | 438               | 12580       | 12298      |

## Démographie
| 1962  | 1968  | 1975  | 1982  | 1990  | 1999  | 2006  | 2011  | 2012  |
| ----- | ----- | ----- | ----- | ----- | ----- | ----- | ----- | ----- |
| 3 797 | 3 463 | 3 250 | 3 271 | 3 124 | 3 023 | 3 092 | 3 019 | 2 958 |